# Dansk DX Lytter Klub
Dansk DX Lytter Klub er en forening for danske DXere, der dyrker hobbyen kaldet DX'ing. At DXe vil især sige at lytte efter udenlandske radiostationer på FM, DAB, mellembølge og kortbølge.
Klubben blev stiftet i 1973 af Stig Hartvig Nielsen og Henning Kristensen som en lokal forening i Midtjylland.  Efter kort tid blev DDXLK dog landsdækkende.
I begyndelsen udkom medlemsbladet ’DX-FOKUS · alt om radio’ hver uge. Senere blev udgivelsesfrekvensen ændret og frem til nedlæggelsen af DX-FOKUS ved udgangen af 2012 udkom medlemsbladet seks gange årligt. Siden begyndelsen af 2013  udgiver DDXLK - i samarbejde med Sveriges DX-Förbund - bladet ’DX-AKTUELLT – allt om radio’, der indeholder artikler på både svensk og dansk.
| Forkortelse: DDXLK                                                       |
| Grundlagt: 3. februar 1973 i Rødkærsbro                                  |
| Adresse: Dansk DX Lytter Klub, Postboks 112, DK-8960 Randers SØ, Danmark |
| Hjemmeside: www.ddxlk.dk                                                 |
| E-mail: ddxlk@ddxlk.dk                                                   |
| Formand: Stig Hartvig Nielsen                                            |

Foruden udgivelsen af ’DX-AKTUELLT’ afholder DDXLK også en eller to årlige DX-lejre forskellige steder i Danmark, og endvidere er foreningens medlemmer aktive i en lukket Facebook-gruppe, hvor der udveksles nyheder, tips og erfaring.
Klubben er medlem af den europæiske sammenslutning af DX-klubber, European DX Council.